# С26 (Берлин)
С26 је линија берлинског С-воза.
- Телтов Штат (Teltow Stadt)
- Рихтелфелде југ (Lichterfelde Süd)
- Осдорфер Штрасе (Osdorfer Straße)
- Лихтерфелде исток (Lichterfelde Ost)
- Ланквиц (Lankwitz)
- Сиденде (Südende)
- Пристерверг (Priesterweg) (С2)
- Папештрасе (Papestraße) (С4x)
- Јоркштрасе (Yorckstraße) (У7) (С1)
- Аналтер Баноф (Anhalter Bahnhof)
- Потсдамер Плац (Potsdamer Platz) (У2) (С1) (С2)